# Walter Adrián Parodi
Walter Adrián Parodi (Buenos Aires, 2 de mayo de 1965-Ib., 12 de enero de 2020) fue un futbolista argentino que jugaba de delantero.

## Trayectoria como futbolista
Walter Parodi debutó en Quilmes (club en el que hizo las inferiores) en 1983. En la temporada 1985 tuvo un paso por el Club Cipolletti de Río Negro. En la temporada 1986-1987 fue contratado por Colón de Sante Fe hasta que tras esa temporada fichó para el Deportivo Español. Juega en el Gallego desde 1987 hasta 1993, con la única excepción de un torneo en 1991, cuando representó a Racing Club. En Español fue parte de los equipos que cosecharon por aquellos años un tercer y un cuarto puesto.
En 1993, fue contratado por Independiente, donde permaneció por dos temporadas y se consagró campeón del Clausura 1994. En el plano internacional, consiguió con Independiente la Supercopa 1994.
En 1995 fue transferido al club Atlas de Guadalajara de México. Tras esa temporada, en 1996 volvió a Deportivo Español, donde jugó hasta 1997. Con 49 goles, se transformó en el segundo goleador histórico del club en la Primera División, detrás de José Luis Rodríguez.
En 1997 jugó en el ascenso para Nueva Chicago y al año siguiente para Defensa y Justicia. En el torneo 1998-1999 jugó para el Club Almagro. Walter Parodi se retiró del fútbol en Argentino de Quilmes, en la temporada 1999-2000.

## Carrera tras el retiro
Fue ayudante de campo en Temperley y en Comunicaciones, y tuvo una agencia de autos.

## Fallecimiento
Falleció a los 54 años el 12 de enero de 2020 en Buenos Aires a consecuencia de un cáncer de estómago.